# Suqu
Suqu är en köping i sydöstra Kina. Den ligger i Zijin härad i staden Heyuan i provinsen Guangdong, omkring 210 kilometer öster om provinshuvudstaden Guangzhou. Antalet invånare är 14 987. Befolkningen består av 7 712 kvinnor och 7 275 män. Barn under 15 år utgör 30 %, vuxna 15-64 år 58 %, och äldre över 65 år 11,0 %.